# Saga o Grenlandczykach
Saga o Grenlandczykach (isl. Grænlendinga saga) – XIII-wieczna islandzka saga opisująca kolonizację Grenlandii przez Eryka Rudego oraz późniejsze wyprawy na zachód prowadzone przez jego dzieci i Thorfinna Karlsefni. Wraz z Sagą o Eryku Rudym jest jednym z dwóch najważniejszych źródeł informacji o nordyckich wyprawach do Ameryki Północnej.
Saga znajduje się w XIV-wiecznym islandzkim manuskrypcie Flateyjarbók, ale uważa się, że została napisana w XIII wieku, a wydarzenia o których opowiada miały miejsce między 970 a 1030 rokiem. Niektóre fragmenty sagi wydają się zmyślone, jednak reszta opisanych historii uznawana jest za prawdę.

## Streszczenie

### Kolonizacja Grenlandii

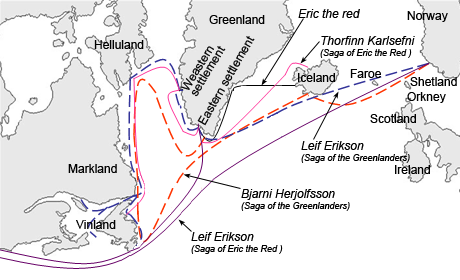
Domniemane trasy podróży postaci z islandzkich sag

Saga rozpoczyna się w momencie kiedy Eryk Rudy, wraz z ojcem, przenosi się z Norwegii na Islandię z powodu konfliktu z prawem. Tam poznaje swoją żonę Thjodhild i znów wdaje się w spór, przez co miejscowe zgromadzenie uznaje go za banitę. W tej sytuacji postanawia udać się na zachód i odszukać ziemię, o której wspominał Gunnbjörn Ulfsson.
Wypływa z okolic Snafellsjökull i po pewnym czasie dociera do wybrzeża skutego lodem. Postanawia płynąć na południe wzdłuż brzegu w nadziei odkrycia jakichś zamieszkałych terenów. Po dwóch latach badań powraca na Islandię, by opowiedzieć o swoich odkryciach. By przyciągnąć tam ludzi nowo odkrytą ziemię nazywa Grenlandią (czyli zieloną ziemią).
Po przezimowaniu na Islandii, Eryk ponownie udaje się na Grenlandię z zamiarem jej kolonizacji. Jego ekspedycja liczy 30 statków, ale tylko 14 dociera do celu. Na południowym zachodzie wyspy zakłada kolonię Brattahlid. Staje się też szanowanym przywódcą. Z żoną Thjodhild dochowuje się trzech synów: Leifa, Thorvalda i Thorsteina oraz córki Freydís.

### Podróż Herjolfssona
Dalsza część sagi opowiada o Bjarnim Herjolfssonie, mieszkańcu Norwegii, który co drugą zimę spędza na Islandii ze swoim ojcem. Kiedy pewnego lata przybywa na wyspę, dowiaduje się, że jego ojciec wyemigrował na Grenlandię. Postanawia do niego dołączyć, choć wie, że podróż będzie niebezpieczna, ponieważ nikt z jego załogi nigdy nie pływał po tamtejszych wodach.
Po trzech dniach żeglugi łódź Herjolfssona zbacza z kursu z powodu północnego wiatru oraz mgły. Po kilku dniach pogoda się poprawia, a Bjarni dociera do lesistego lądu. Domyślając się, że nie jest to Grenlandia, postanawia nie schodzić na brzeg tylko płynąć dalej. Po drodze odnajduje kolejne nieznane tereny, ale żaden z nich nie pasuje do opisów, które słyszał o Grenlandii, więc nie schodzi na brzeg pomimo ciekawości jego załogi. W końcu statek dociera do Grenlandii, gdzie Bjarni osiada na stałe.
Opis podróży Herjolfssona znajdujący się w tej sadze jest unikatowy, ponieważ Bjarni w ogóle nie jest wspomniany w Sadze o Eryku Rudym, która te odkrycia przypisuje Leifowi Erikssonowi.

### Wyprawa Leifa
Piętnaście lat po wyprawie Bjarniego, jego odkryciami interesuje się Leif Eriksson, który kupuje od niego statek. Kompletuje 35-osobową załogę i prosi ojca, by poprowadził wyprawę na zachód. Eryk jest temu niechętny, uważając że jest już za stary na przewodzenie wyprawie, ale daje się w końcu przekonać. Jednakże w drodze na statek Eryk spada z konia i zostaje ranny w nogę, co uważa za zły omen. Postanawia zostać, a dowódcą wyprawy mianuje Leifa.
Statek wyrusza z Brattahlid i po pewnym czasie dopływa do tych samych miejsc, które wcześniej odkrył Bjarni, tylko w odwrotnej kolejności. Najpierw natrafia na skutą lodem ziemię, której Leif nadaje nazwę Helluland. Ponieważ nie znajduje na niej nic interesującego, wyrusza dalej na południe i dopływa do lesistego lądu z białym wybrzeżem, któremu zostaje nadana nazwa Markland.
Leif postanawia popłynąć jeszcze dalej i przez dwa dni żegluje z północno-wschodnim wiatrem, aż dociera do bardzo zachęcającego lądu. Tam Leif decyduje się założyć obóz i przezimować. W czasie eksploracji nowego terytorium załoga odkrywa dzikie winogrona, które po nastaniu wiosny zabiera na Grenlandię. W drodze do domu podróżnicy ratują jeszcze grupę wikingów, których łódź rozbiła się o skały.
Pojawiło się wiele spekulacji dotyczących winogron odkrytych przez wyprawę Erikssona. Po pierwsze wydaje się mało prawdopodobne, żeby wikingowie zawędrowali tak daleko na południe i odkryli dzikie winogrona. Jednak wspomina o nich także XI-wieczny niemiecki kronikarz Adam z Bremy. Po drugie Wikingowie prawdopodobnie nie znali się na winogronach i możliwe, że pomylili je z inną rośliną np. agrestem. Dlatego nazwali te ziemie Winlandią (Kraj winorośli lub Kraj łąk).

### Wyprawa Thorvalda
Po powrocie na Grenlandię odkrycia Leifa są szeroko omawiane w Brattahlid. Jego brat Thorvald, uważa, że Winlandia nie została wystarczająco zbadana, więc Leif oferuje mu swój statek i wskazuje drogę. Z 30-osobową załogą Thorvald dociera do Winlandii, do miejsca gdzie znajdował się obóz brata. Postanawia tam przezimować.
Wiosną płynie dalej na zachód, jednak nie odnajduje żadnych śladów cywilizacji, więc powraca na zimę do obozu. Następnego lata bada wschodnie i północne tereny Winlandii. Wkrótce dociera do pięknego, lesistego przylądka, na widok którego z zachwytem mówi, że chciałby zbudować tu swój dom. Jednak na brzegu załoga odkrywa trzy łodzie z dziewięcioma ludźmi. Ośmiu udaje im się schwytać i zabić, ale jeden z nich ucieka. Spotkani tubylcy, których wikingowie nazwali Skræling, powracają w większej liczbie i atakują ludzi Thorvalda. On sam zostaje śmiertelnie ranny i pochowany w Winlandii, a załoga powraca na Grenlandię.

### Thorstein
Trzeci z braci Eriksson, Thorstein postanawia udać się do Winlandii po ciało brata. Z 25-osobową załogą i żoną Gudrid wyrusza tym samym statkiem co jego poprzednicy. Wyprawa jednak nigdy nie dociera do celu, a statek rozbija się u wybrzeży Grenlandii. Wikingom udaje się przeżyć, ale kilka miesięcy później Thorstein zaczyna chorować i umiera.

### Wyprawa Karlsefniego
Po śmierci Thorsteina z Norwegii przybywa na Grenlandię statek Thorfinna Karlsefniego. Zakochuje się on w Gudrid i bierze z nią ślub. Żona, jak i wiele innych osób zachęca go, by poprowadził wyprawę do Winlandii. Karlsefni zgadza się i wraz z 60-osobową załogą rozpoczyna podróż. Dociera do dawnego obozu Leifa i Thorvalda i pozostaje tam do końca zimy.
Latem osadnicy spotykają grupę Skrælingów, którzy tym razem chcą pohandlować skórami w zamian za broń. Karlsefni zabrania tego swoim ludziom, a tubylcom oferuje w zamian produkty mleczne. Handel układa się pomyślnie, do czasu gdy podczas kolejnej wymiany jeden z tubylców kradnie broń Wikingów. Gdy zostaje za to zabity, pozostali Skrælingowie uciekają. Karlsefni spodziewając się ataku, obmyśla plan przyszłej bitwy, dzięki któremu udaje im się odeprzeć natarcie. Gdy nadchodzi wiosna, Karlsefni powraca na Grenlandię.

### Wyprawa Freydís
Córka Eryka Rudego, Freydís Eiriksottir proponuje braciom Helgi i Finnbogi wspólną podróż do Winlandii po drewno, które ma im przynieść spore dochody. Gdy bracia przyjmują propozycje, Freydís zwraca się do swojego brata Leifa w sprawie domów, które zbudował w Winlandii. Ten zgadza się na ich wykorzystanie, ale zastrzega, że nie przekazuje ich na własność, tylko pożycza.
Porozumienie zawarte pomiędzy Freydís, Helgi i Finnbogim przewiduje, że każdy może zabrać na swój pokład nie więcej niż 30 ludzi, w tym także kobiety. Ma to dać pewność, że żadna ze stron nie będzie odnosiła korzyści kosztem innej. Jednakże Freydís szybko oszukuje swoich partnerów i zabiera 5 dodatkowych osób.
Bracia, którzy nieznacznie szybciej przybywają do Winlandii, zanoszą swoje rzeczy w domu Leifa. Kiedy Freydís to zauważa natychmiast je wyrzuca, więc bracia budują własny dom. Pomimo niewielkich sporów ciągnących się przez całą zimę, Freydís pewnego dnia wstaje wcześnie rano i idzie dogadać z braćmi. Ponieważ tylko Finnbogi się budzi, postanawia załagodzić niezdrową atmosferę panującą między nimi. Freydís proponuje mu handel. Ponieważ bracia chcą jeszcze pozostać w Winlandii, a ona jest gotowa wracać, sugeruje wymianę statków. Ma otrzymać ich większy statek, dzięki któremu łatwiej przetransportuje swoją załogę i towary. Finnbogi przystał na jej propozycję.
Po powrocie do domu, jej mokre i ciężkie kroki budzą męża Torvarda. Kiedy pyta ją, gdzie była, opowiada zmyśloną historię, że zaproponowała braciom kupno ich statku, ale ci wpadli we wściekłość i ją uderzyli. Zaczyna domagać się od męża zemsty, grożąc jednocześnie rozwodem jeśli odmówi.
Thorvard zbiera swoich ludzi i pod osłoną nocy atakuje obóz braci. Freydís rozkazuje zabić wszystkich schwytanych. Pięć kobiet, których nikt nie ośmielił się tknąć, Freydís zabija osobiście. Grozi również śmiercią każdemu, kto opowie o tym, co się stało. Po tych wydarzeniach powraca na Grenlandię przekonana, że jej sowicie opłaceni ludzie będą milczeć. Jednakże opowieści o jej czynach dochodzą do Leifa, który wpada w furię.

### Zakończenie sagi
Saga kończy się po powrocie Karlsefniego z Winlandii, który wraz z rodziną osiada na Islandii. Niektórzy z ich potomków zostają później pierwszymi islandzkimi biskupami.